# نیلز لودویگ وسترگارد

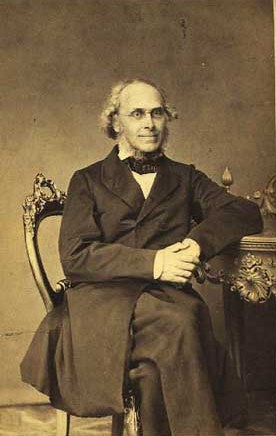
نیلز لودویگ وسترگارد (۱۸۱۵–۱۸۷۸)

نیلز لودویگ وسترگارد (Niels Ludvig Westergaard) (اکتبر ۱۸۱۵ تا سپتامبر ۱۸۷۸) شرق‌شناس دانمارکی بود.

## زندگی‌نامه
او در کپنهاگ به دنیا آمد و در سال ۱۸۳۳ به دانشگاه همین شهر رفت و سپس در رشته‌های زبانهای نورس باستان و سانسکریت در دانشگاه‌های بن و آکسفورد فارغ‌التحصیل گردید.
وسترگارد در سال‌های ۱۸۴۱ تا ۱۸۴۴ سفرهایی به هند و ایران کرد.
کهن‌ترین نگارش دست‌نویس اوستا که اینک در کپنهاگ نگهداری می‌شود، توسط این پروفسور دانمارکی از ایران به آنجا برده شد.

## آثار
- "On The Deciphering Of the Second Achñmenian Or Median Species Of Arrowheaded Writing" (1840).
- Radices linguae Sanscritae ad decreta grammaticorum definivit atque copia exemplorum exquisitiorum illustravit (1841).
- Orientales bibliothecae Regiae Havniensis jussu et auspiciis Regis Daniae Augustissimi Christiani VIII. enumerati et descripti (1846).
- Kortfattet Sanskrit Formlaere (1846).
- Sagan af Hrafnkeli Freysgoòa (Kopenhagen, 1847).
- Bundehesh, liber Pehlvicus (Gyldendal, 1851).
- Inscriptiones duœ Regis Saporis primi, prope a vico Hâjiâbâd incisœ (Kopenhagen, 1851).
- Beitrag zur altiranischen Mythologie: Contribution to the ancient Iranian mythology (from the Danish translated by Friedrich Spiegel, Berlin, 1855).
- Om de ældste Tidsrum i den indiske Historie med Hensyn til Literaturen (Kopenhagen, 1860).
- Ueber den ältesten Zeitraum der Indischen Geschichte mit Rücksicht auf die Litteratur. (Breslau, 1862)
- Über Buddhas Todesjahr (1862).
- "Zendavesta or the religious books of the Zoroastrians".
- "The Zend texts".
- Bidrag til de indiske Lande Málavas og Kanyakubjas Historie 1868.